# Dafydd Wigley
Dafydd Wynne Wigley (né David Wigley ; 1er avril 1943) est un homme politique gallois. Il est député Plaid Cymru de Caernarfon de 1974 à 2001 et membre du Senedd de Caernarfon de 1999 à 2003. Il est le leader de Plaid Cymru de 1981 à 1984 et de nouveau de 1991 à 2000. Il est créé pair à vie et prend son siège à la Chambre des lords en tant que baron Wigley, de Caernarfon, le 24 janvier 2011.

## Jeunesse
Wigley est né à Derby, en Angleterre, le seul enfant des parents gallois Elfyn Edward Wigley et Myfanwy Batterbee. Il fréquente le lycée de Caernarfon et la Rydal School avant de se rendre à l'Université Victoria de Manchester et de suivre une formation de comptable. Il estemployé par Hoover en tant que contrôleur financier avant d'entrer au Parlement.

## Carrière politique
En mai 1972, Wigley devient conseiller du conseil d'arrondissement du comté de Merthyr Tydfil d'avant 1974, après une victoire surprise dans la circonscription de Park, reléguant le conseiller travailliste sortant à la troisième place.
Après avoir terminé deuxième à Merioneth lors des élections générales de 1970, Wigley est devenu en 1974 l'un des trois premiers députés de Plaid Cymru à être élu au Parlement britannique. Il bat Dafydd Elis Thomas (en) pour être élu président du parti (leader) en 1981 après le départ à la retraite de Gwynfor Evans, qui dirigeait Plaid Cymru depuis 1945.
L'élection à la présidence est considérée comme déterminante pour décider de l'orientation future du Plaid Cymru. Wigley représente une social-démocratie modérée et pragmatique, contrastant fortement avec le socialisme de gauche du candidat rival Dafydd Elis Thomas. Le triomphe de Wigley en 1981 est en grande partie une victoire à la Pyrrhus - il remporte la présidence, mais Elis Thomas aura une plus grande influence sur l'idéologie du parti tout au long des années 1980. En 1984, Wigley démissionne de la présidence en raison de la santé de ses enfants, mais reprend le poste en 1991 pour un deuxième mandat après la démission de Dafydd Elis Thomas. Wigley dirige Plaid jusqu'en 2000. Il s'est retiré en tant que député aux élections générales de 2001 pour se concentrer sur son rôle au sein de l'Assemblée galloise.
Lors de l'Élections de l'Assemblée nationale du pays de Galles de 1999 Wigley est devenu membre de l'Assemblée nationale du pays de Galles et dirige l'opposition Plaid Cymru au parti travailliste, avant sa démission de la direction, officiellement sur avis médical, mais au milieu des rumeurs d'un complot interne contre lui en 2000.
En 2006, il demande et obtient la nomination sur la liste du parti de Plaid Cymru au nord du Pays de Galles en tant que candidat secondaire aux Élections législatives galloises de 2007 mais Plaid Cymru n'a pas obtenu de deuxième siège régional.
Il obtient une nomination Plaid Cymru pour une pairie aux côtés d'Eurfyl ap Gwilym et Janet Davies. Il a initialement retiré sa candidature après s'être plaint de la durée du processus mais a finalement obtenu une pairie.
Le 19 novembre 2010, sa nomination est annoncée et il prend ses fonctions à la Chambre des lords en tant que baron Wigley, de Caernarfon dans le comté de Gwynedd, le 24 janvier 2011 soutenu par son collègue Plaid Peer Lord Elis-Thomas et Richard Faulkner, baron Faulkner de Worcester. Il prononce son premier discours le 27 janvier lors d'un débat sur le tourisme.

## Vie privée
Il épouse la harpiste internationale Elinor Bennett. Le couple a quatre enfants, son fils Hywel Wigley et sa fille Eluned Wigley et deux fils, Alun & Geraint, décédés d'une maladie génétique. La santé de ses fils a influencé l'orientation de sa carrière et il s'est fortement intéressé aux sujets des personnes handicapées, en tant que vice-président du groupe parlementaire multipartite des handicapés, vice-président de Disability Wales, vice-président de Mencap (Pays de Galles), ancien président de la Spastics 'Society of Wales et parrain du Disabled Persons Act en 1981. En 2003, Wigley est devenu pro-chancelier de l'Université du Pays de Galles,.